# Ramón Raya
Ramón Raya Mejía es un exfutbolista profesional mexicano, ahora entrenador, ocho veces mundialista. 1 con la sub-17 como jugador; 6 con la selección mexicana de fútbol de playa (como entrenador y 1 con la selección mexicana de futsal (también como entrenador)

## Jugador
Fue fundador de la escuela de fútbol del Club América en donde llegó hasta el primer equipo. En una polémica decisión emigró para debutar joven en primera división. Fue jugador del Tampico-Madero (1985-1986), Club Universidad Nacional (1986-1990), Querétaro FC (1990-1991), Toros Neza (1991-1992), Club Deportivo Marte (1995-1996) y Hawaii Tsunami de la U.S.I.S.L. en 1996. Fue seleccionado para la Copa Mundial de Fútbol Sub-16 de 1985, siendo el mejor jugador de la eliminatoria y designado el mejor volante ofensivo en la Copa del Mundo. Fue Seleccionado sub-20 en el premundial de Trinidad y Tobago en 1986 y capitán de la selección sub-23 que participó en el Torneo Esperanzas de Toulon de 1988. En 1988 fue convocado a la selección mayor por Mario Velarde, pero al final no pudo asistir por una lesión en el tobillo derecho, lesión que terminó por alejarlo de las canchas 4 años. Su carrera como futbolista fue corta después de un inicio muy prometedor debido a varias operaciones en ambos tobillos.

## Entrenador
Estudió ciencias de la comunicación en la Universidad Intercontinental y una maestría en administración especializada en mercadotecnia en la Universidad Anáhuac del Sur. Se tituló como Director Técnico profesional en la ENDIT de la FMF en 1998 y estudio el MINAF del Cruyff Institute en 2014. En 2001, cuando el fútbol de playa no estaba incorporado a la FIFA, aprende de las reglas del fútbol de playa de un técnico brasileño para entrenar al equipo mexicano en un Cuadrangular realizado en Acapulco donde jugaron exjugadores como Jorge Camposy Adrián Chávez, para posteriormente viajar a un Mundialito en Portugal. Fue entrenador del Atlante Naucalpan en la Segunda división de ascenso en el Torneo de Clausura 2005. En 2006, luego de que la FIFA asumiera la administración del mundial de fútbol playa y de los malos resultados conseguidos en 2005 en el Torneo Américas de Fútbol playa donde se perdió 23-3 contra Brasil, Jorge Campos y Ramón Raya fueron invitados a participar en el proyecto, por lo que Raya consiguió calificar a México por primera vez a un mundial de la especialidad y ser subcampeón mundial en 2007. Fue nombrado el mejor entrenador de la Copa Mundial de Fútbol Playa FIFA 2007 y es Instructor FIFA de Beachsoccer desde 2009. Ha dirigido hasta hoy siete mundiales de FIFA: Río de Janeiro 2007, Marsella 2008, Ravenna 2010, Portugal 2015, Bahamas 2017 y Paraguay 2019 en fútbol playa y Tailandia 2012 en fútbol sala.

## Clubes

### Como jugador
| Club                      | País           | Año         |
| ------------------------- | -------------- | ----------- |
| Tampico-Madero            | México         | 1985 - 1986 |
| Club Universidad Nacional | México         | 1986 - 1990 |
| Querétaro FC              | México         | 1990 - 1991 |
| Toros de la UTN           | México         | 1991 - 1992 |
| Club Deportivo Marte      | México         | 1995 - 1996 |
| Hawaii Tsunami            | Estados Unidos | 1996        |

## Participaciones en Copas del Mundo
Como jugador
| Torneo                                  | Sede  | Resultado    |
| --------------------------------------- | ----- | ------------ |
| Copa Mundial de Fútbol Sub-16 FIFA 1985 | China | Primera Fase |

Como entrenador

### Fútbol playa
| Mundial                                | Sede     | Resultado        |
| -------------------------------------- | -------- | ---------------- |
| Copa Mundial de Fútbol Playa FIFA 2007 | Brasil   | Subcampeón       |
| Copa Mundial de Fútbol Playa FIFA 2008 | Francia  | Fase de grupos   |
| Copa Mundial de Fútbol Playa FIFA 2011 | Italia   | Cuartos de final |
| Copa Mundial de Fútbol Playa FIFA 2015 | Portugal | Fase de grupos   |
| Copa Mundial de Fútbol Playa FIFA 2017 | Bahamas  | Fase de grupos   |
| Copa Mundial de Fútbol Playa FIFA 2019 | Paraguay | Fase de grupos   |

### Fútbol sala
| Mundial                                     | Sede      | Resultado      |
| ------------------------------------------- | --------- | -------------- |
| Campeonato Mundial de fútbol sala FIFA 2012 | Tailandia | Fase de grupos |

## Palmarés
- Subcampeón de la Copa Mundial de Fútbol Playa FIFA 2007.
- Campeonato de Fútbol Playa de Concacaf (4):  2008, 2010, 2015  2019.
- Campeonato Oficial de fútbol playa de Chile (1): 2010.
- Suderland International Beach Soccer Cup (1): 2010.
- Campeón torneo Viña del Mar 2015.
- Campeón Visit Puerto Vallarta cup 2017.
- Campeón Bahamas cup 2018.

- Datos: Q10357357